# The Rolling Stones (album)
The Rolling Stones este albumul de debut al trupei The Rolling Stones, lansat prin Decca Records în Regatul Unit la data de 16 aprilie 1964.

## Tracklist
1. "Route 66" (Bobby Troup) (2:20)
2. "I Just Want to Make Love to You" (Willie Dixon) (2:17)
3. "Honest I Do" (Jimmy Reed) (2:09)
4. "Mona (I Need You Baby)" (Ellas McDaniel) (3:33)
5. "Now I've Got a Witness" (Nanker Phelge) (2:29)
6. "Little by Little" (Nanker Phelge/Phil Spector) (2:39)
7. "I'm a King Bee" (Slim Harpo) (2:35)
8. "Carol" (Chuck Berry) (2:33)
9. "Tell Me" (Mick Jagger/Keith Richards) (4:05)
10. "Can I Get a Witness" (Brian Holland/Lamont Dozier/Eddie Holland) (2:55)
11. "You Can Make It if You Try" (Ted Jarrett) (2:01)
12. "Walking the Dog" (Rufus Thomas) (3:10)

## Single-uri
- "Carol"/"I Just Wanna Make Love to You" (1964)
- "Tell Me" (1964)
- "Not Fade Away" (1964)

## Componență
- Mick Jagger - solist vocal, voce de fundal, muzicuță, percuție
- Brian Jones - chitară, muzicuță, percuție, voce de fundal
- Keith Richards - chitară, voce de fundal
- Charlie Watts - baterie, percuție
- Bill Wyman - chitară bas, voce de fundal

cu
- Gene Pitney - pian pe "Little by Little"
- Ian Stewart - orgă și pian